# Idaea pallimedia
Idaea pallimedia là một loài bướm đêm trong họ Geometridae.